# ایربالتیک

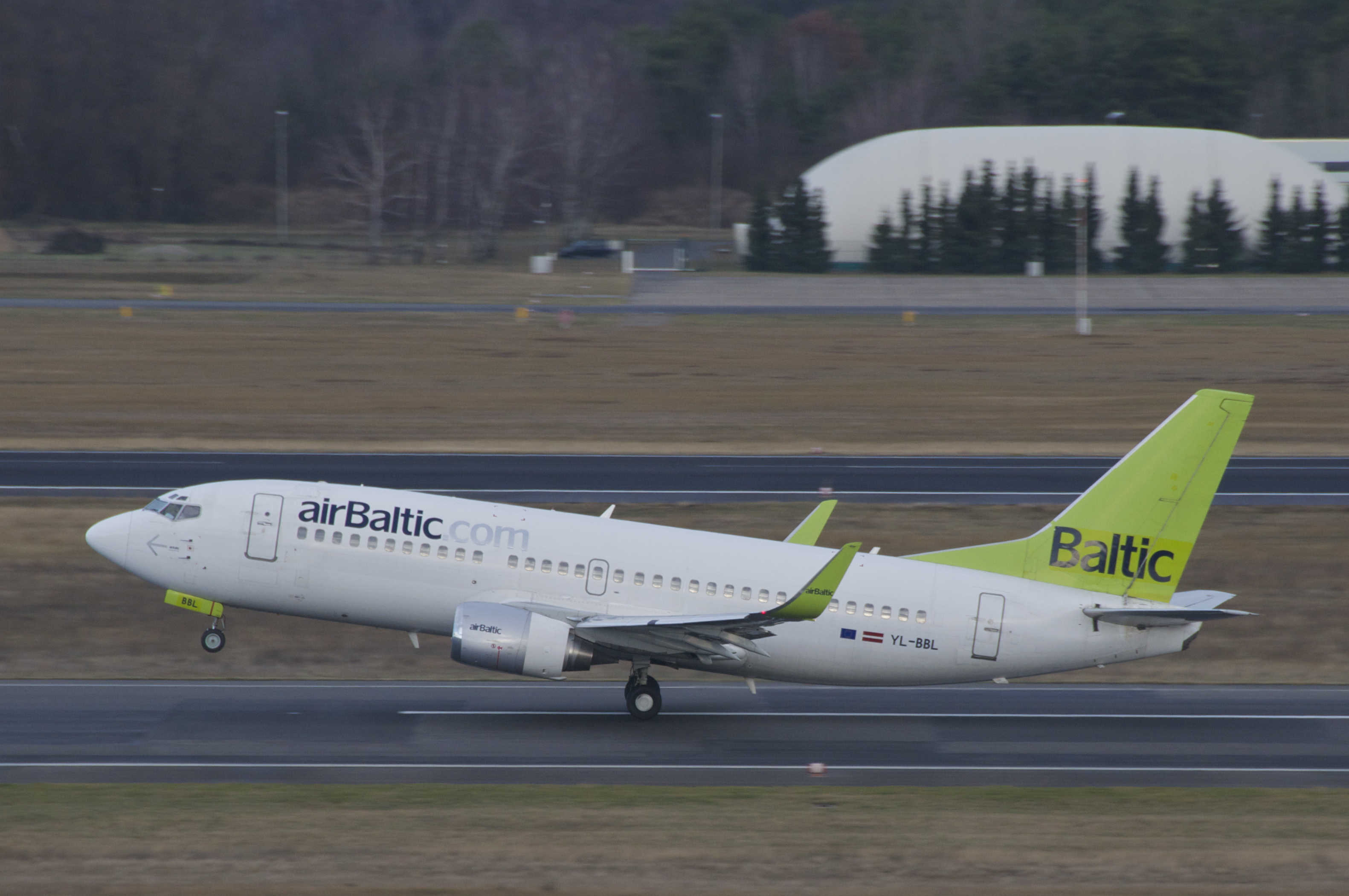
بوئینگ ۷۳۷ هواپیمایی ایربالتیک، در حال برخاستن از باند فرودگاه برلین تگل

ایربالتیک (به انگلیسی: AirBaltic) شرکت هواپیمایی حامل پرچم لتونی است، که در کلاس خطوط هوایی ارزان‌قیمت طبقه‌بندی می‌شود.
شرکت ایربالتیک در سال ۱۹۹۵ با سرمایه‌گذاری مشترک شرکت هواپیمایی اسکاندیناوی و دولت لتونی راه‌اندازی شد و در حال حاضر روزانه به ۶۰ مقصد مختلف در سراسر جهان به صورت مستقیم پرواز دارد.
دفتر مرکزی این شرکت در شهر ریگا، لتونی قرار دارد و از فرودگاه بین‌المللی ریگا به‌عنوان قطب شرکت هواپیمایی خود استفاده می‌نماید. شرکت ایربالتیک هم‌اکنون در ناوگان هوایی خود، دارای ۲۵ فروند هواپیمای مسافربری می‌باشد، که تا انتهای سال مالی ۲۰۱۴ شمار آن‌ها به ۳۵ فروند افزایش خواهد یافت.